# Пятый флот ВМС США
Пятый флот (англ. United States Fifth Fleet) — оперативный флот ВМС США, в зону ответственности которого входит западная часть Индийского океана и Персидский залив. Основной пункт базирования флота — Манама (Бахрейн). Командующий (2021) — вице-адмирал Чарльз Купер.
В состав флота входят на ротационной основе корабли Атлантического и Тихоокеанского флотов ВМС США.

## Вторая мировая война

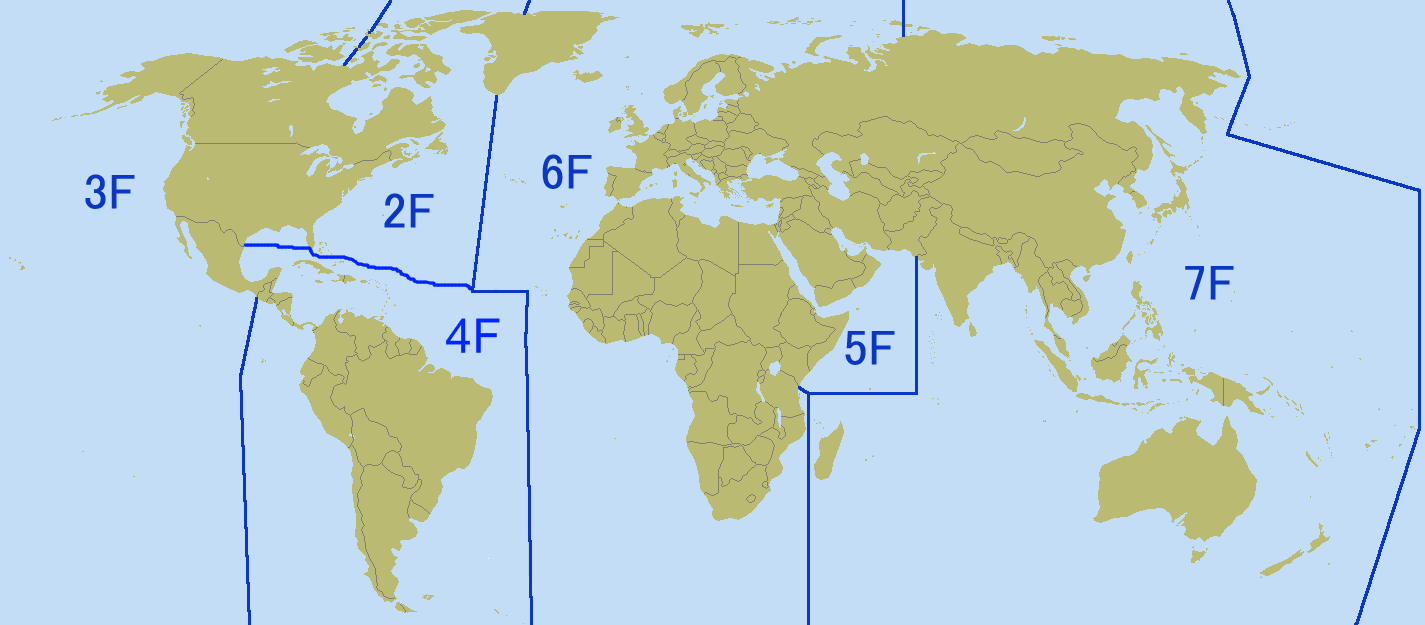
Зоны ответственности флотов США

Пятый флот США был создан 26 апреля 1944 года, на базе Центральной Тихоокеанской группы для борьбы с Японией в Тихом океане под командованием адмирала Рэймонда Эймс Спрюэнса. Сама Центральная Тихоокеанская группа входила в состав командования Тихоокеанских зон.
Корабли Пятого флота также стали основой Третьего флота, который назывался «Big Blue Fleet» под командованием адмирала Уильяма Холси. Спрюэнс и Холси поочередно командовали флотом во время крупных операций, что давало возможность незанятому адмиралу и его штабу время подготовиться к следующей операции. Дополнительным преимуществом было то, что японцы сбивались с толку, думая, что на самом деле это два отдельных флота, поскольку обозначение флота постоянно менялось. Под командованием адмирала Спрюэнса Пятый флот к июню 1944 года стал самым крупным боевым флотом в мире, насчитывая 535 военных кораблей.
Пятый флот участвовал в битве за Тиниан (24 июля — 1 августа 1944 года), битве за Иводзиму (19 февраля — 26 марта 1945 года) и битве за Окинаву (1 апреля — 23 июня 1945 года). В ходе этих операций он провел операцию Хэйлстоун (крупный рейд против японской военно-морской базы на острове Трук), в феврале 1944 года одержал победу над Императорским флотом Японии в битве в Филиппинском море в июне 1944 года и отразил японскую операцию Тен-Го — потопив при этом японский линкор «Ямато» в апреле 1945 года.
Восточный флот Великобритании действовал в составе Пятого флота с марта по май 1945 года под обозначением оперативной группы 57. Затем Уильям Холси сменил Эймса Спрюэнса на посту командующего, и британские корабли, как и весь Пятый флот, были переподчинены Третьему флоту.
Следующей крупной боевой операцией Пятого флота должна была стать операция «Олимпик» (первая часть операции «Даунфол») — вторжение на Кюсю в Японских островах, запланированное на 1 ноября 1945 года. Однако атомные бомбардировки Хиросимы и Нагасаки сделали эту операцию ненужной, и Пятый флот больше не участвовал в боевых действиях во время войны.
Командующими Пятого флота в этот период были адмиралы Спрюэнс (26 апреля 1944 — 8 ноября 1945), Джон Генри Тауэрс (8 ноября 1945 — 18 января 1946), Фредерик Шерман (18 января 1946 — 3 сентября 1946) и Альфред Монтгомери (5 сентября 1946 — 1 января 1947).
Пятый флот был деактивирован в январе 1947 года. Должность командующего Пятым флотом стала должностью командующего Первым оперативным флотом. Монтгомери стал командующим Первым оперативным флотом после деактивации Пятого флота.

## Ближний восток (1995 — н.в.)
До Первой войны в Персидском заливе (1990—1991) военно-морскими операциями США в этом регионе руководил командующий силами Ближнего Востока (COMMIDEASTFOR). Поскольку эта организация была признана недостаточной для управления крупномасштабными боевыми действиями во время войны, Седьмой флот, обычно отвечающий за Западную часть Тихого океана и Индийский океан и базирующийся в Японии, временно взял на себя управление силами в этом период. Однако в зоне ответственности USCENTCOM постоянно не существовало нумерованного флота.

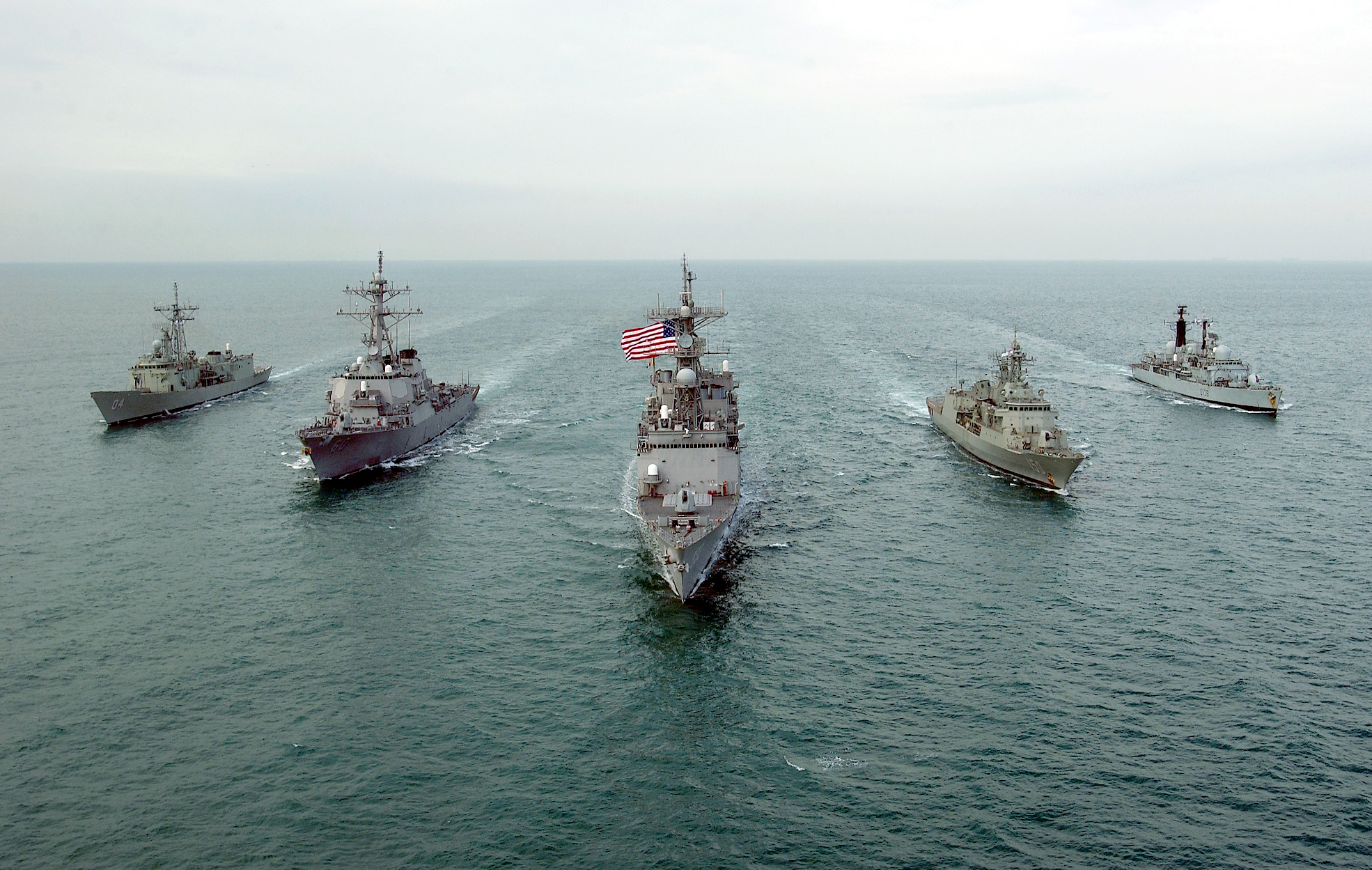
Эсминцы и фрегаты ВМС США, Королевского флота Великобритании и Королевского флота Австралии проводят совместные операции в Персидском заливе

В 1995 году Джон Скотт Редд предложил и основал единственный новый флот ВМС США за последние полвека, став первым командующим Пятым флотом со времен Второй мировой войны. После 48-летнего перерыва Пятый флот был реактивирован, и теперь он проводит операции в Персидском заливе, Красном море и Аравийском море. Его штаб-квартира находится в военно-морской базе Бахрейн, расположенной в Манаме, Бахрейн.
В первые годы своего существования его силы обычно состояли из авианосной ударной группы, амфибийной готовой группы, надводных боевых кораблей, подводных лодок, патрульных и разведывательных самолётов и судов обеспечения. Однако с началом войны с терроризмом военно-морская стратегия США изменилась. Регулярные развертывания времен холодной войны ушли в прошлое. Поэтому, политика постоянного поддержания определённого количества кораблей в разных частях мира также закончилась. Тем не менее, его обычная конфигурация теперь включает авианосную ударную группу, амфибийную готовую группу или экспедиционную ударную группу и другие корабли и самолёты, на которых служат около 15000 человек на кораблях флота и до 1000 человек обеспечивающего персонала на берегу.
Третья авианосная ударная группа стала ядром военно-морской мощи на начальном этапе операции «Несокрушимая свобода» в 2001 году. Командующий третей авианосной ударной группы контр-адмирал Томас Зелибор прибыл в расположение флота 12 сентября 2001 года и впоследствии был назначен командующим оперативной группы 50 (CTF 50), командуя несколькими авианосными ударными группами и коалиционными силами. Оперативная группа нанесла удары по силам Аль-Каиды и Талибана в Афганистане. В состав CTF 50 входило более 59 кораблей из шести стран, включая шесть авианосцев, протяженность контроля группы превышала 800 морских миль.
Военно-морские операции на Ближнем Востоке стали предметом учения Министерства обороны США Millennium Challenge 2002, во время которого неожиданные манёвры директора противостоящих сил генерал-лейтенанта Пола Ван Рипера (в отставке) привели к тяжелым потерям для «воображаемого» флота США.
Силы Пятого флота достигли своего пика в начале 2003 года, когда под его командованием находилось пять авианосцев ВМС США, шесть десантных кораблей ВМС США и их десантные части морской пехоты США, корабли сопровождения и снабжения, а также более 30 кораблей Королевского флота Великобритании. Позднее эти силы участвовали в операции «Иракская свобода», в том числе оказывая непосредственную поддержку наступающим войскам.
В январе 2012 года между США и Ираном возникла напряженность из-за доступа американских военных кораблей к Ормузскому проливу.
После завершения десятидневных военно-морских учений «Велаят 90» иранского флота в Ормузском проливе, начальник штаба иранской армии генерал Атаолла Салехи предупредил США о нецелесообразности возвращения АУГ авианосца «Джон К. Стеннис» в Персидский залив.
В то же время, иранское информационное агентство Fars News сообщило о подготовке законопроекта для парламента Ирана, запрещающего иностранным военным кораблям входить в Персидский залив без разрешения иранского флота. Депутат парламента Надер Казипур заявил: «Если военные корабли и военные суда любой страны захотят пройти через Ормузский пролив без согласования и разрешения военно-морских сил Ирана, они должны быть остановлены иранскими вооруженными силами». Министр обороны Ирана Ахмад Вахиди также повторил, что «транснациональным силам» не место в регионе Персидского залива.
Вскоре после этого, как сообщалось, вооруженные иранские скоростные катера преследовали два американских военных корабля — десантный транспортный корабль «Нью-Орлеан» и сторожевой корабль Береговой охраны США «Адак», когда они проходили через Ормузский пролив в Персидский залив.
В ответ на эскалацию со стороны Ирана, США направили в Аравийское море авианосную ударную группу № 1 во главе с авианосцем «Карл Винсон» для присоединения к третей авианосной ударной группе. Авианосная ударная группа № 9 во главе с авианосцем «Авраам Линкольн» также следовала в Аравийское море.
19 января 2012 года авианосная ударная группа № 9 вошла в зону ответственности Пятого флота США, сменив третью авианосную ударную группу. В тот же день в интервью на программе Чарли Роуза посол Ирана в ООН Мохаммад Хазаи заявил, что Иран может рассмотреть возможность закрытия Ормузского пролива, если безопасность Ирана будет поставлена под угрозу.
С декабря 2012 по январь 2013 года третья авианосная ударная группа была единственной группой, действовавшей в составе Пятого флота США, пока её не сменила авианосная ударная группа 10.
В сентябре 2016 года произошло развертывание известное как Объединённые экспедиционные силы (морские) 2016 года. Планировалось, что амфибийная ударная группа направится в Красное море и Персидский залив, где будет находиться до марта 2017 года.
1 декабря 2018 года командующий 5-м флотом вице-адмирал Скотт Стирни был найден мертвым в своей резиденции в Бахрейне. Как сообщалось он скончался по естественным причинам. Его заместитель, контр-адмирал Пол Дж. Шлизе, принял командование на себя. Вице-адмирал Джим Маллой вылетел в Бахрейн для оказания поддержки в управлении флотом. 4 декабря Маллой был официально рассмотрен для замены Скотта Стирни, а 6 декабря его кандидатура была утверждена голосованием полного состава Сената США. Вице-адмирал Маллой принял командование 7 декабря.

## Действующий состав флота
За исключением штаба и отделов обеспечения, оперативные формирования флота постоянного состава не имеют. Силы и средства выделяются в их состав приказом Оперативного Штаба ВМС по мере необходимости. По этой причине определение текущего состава флота не представляется возможным.

## Командиры

### Вторая мировая война
- адмирал Рэймонд Спрюэнс (апрель 1944 — ноябрь 1945)
- адмирал Джон Тауэрс (ноябрь 1945 — февраль 1946)
- вице-адмирал Фредерик Шерман (февраль-август 1946)
- вице-адмирал Альфред Монтгомери (август 1946 — январь 1947)

### Ближний Восток
- вице-адмирал Джон Скотт Редд (июль 1995 — июль 1996)
- вице-адмирал Томас Фарго (июль 1996 — июль 1998)
- вице-адмирал Чарльз Мур (июль 1998 — февраль 2000)
- вице-адмирал (февраль 2000 — февраль 2002)
- вице-адмирал Тимоти Китинг (февраль 2002 — октябрь 2003)
- вице-адмирал Патрик Уолш (октябрь 2005 — февраль 2007)
- вице-адмирал Кевин Косгрифф (февраль 2007 — сентябрь 2008)
- вице-адмирал Уильям Гортни (сентябрь 2008 — июль 2010)
- вице-адмирал Марк Фокс (июль 2010 — май 2012)
- вице-адмирал Джон Миллер (май 2012 — сентябрь 2015)
- вице-адмирал Кевин Донеган (сентябрь 2015 — сентябрь 2017)
- вице-адмирал Джон Аквилино (сентябрь 2017 — май 2018)
- вице-адмирал Скотт Стирни (май-ноябрь 2018) умер в должности[12][13]
- вице-адмирал Джим Маллой (2019—2020)
- вице-адмирал Сэм Папаро (2020—2021)
- вице-адмирал Чарльз Купер II (2021—2024)
- вице-адмирал Джордж Викофф (2024 — н.в)[14]